# Kantabriska bergen

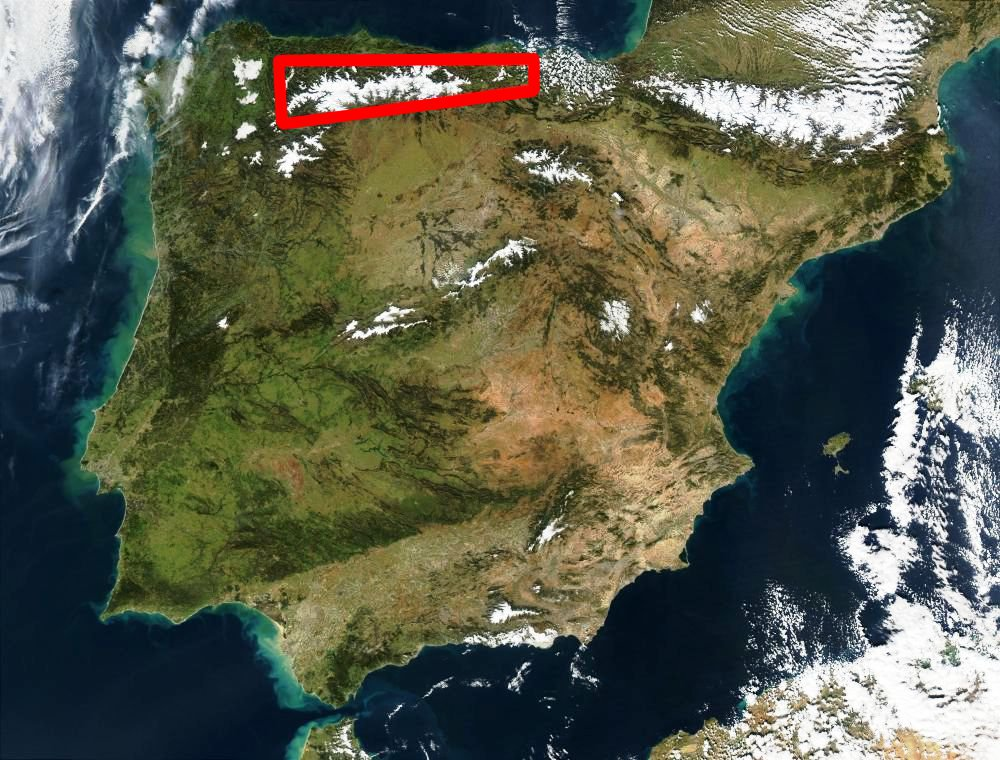
Kantabriska bergen ligger inom den röda markeringen längst upp på kartan

Kantabriska bergen (spanska: Cordillera Cantábrica) är en bergskedja i nordvästra Spanien. Den är en förlängning av Pyrenéerna och som sträcker sig 480 km längs Spaniens norra kust mot Biscayabukten.
Bergskedjans högsta punkt är Torre de Cerredo (2648 m ö.h.)
Nationalparken Picos de Europa ligger i bergskedjan.